# مایک دویل (بازیگر)
مایک دویل (انگلیسی: Mike Doyle؛ زادهٔ ۱۶ سپتامبر ۱۹۷۲) هنرپیشه اهل ایالات متحده آمریکا است. وی از سال ۱۹۹۴ میلادی تاکنون مشغول فعالیت بوده‌است.
از فیلم‌ها یا برنامه‌های تلویزیونی که وی در آن نقش داشته‌است می‌توان به همسر خوب، ذهن‌های مجرم،  دوستت دارم، قوانین جذابیت، گرین لانترن، لانه خرگوش، پسران نیوجرسی، مکس استیل، دعوت، و محکومیت اشاره کرد.